# Peter Luccin
Peter Bernard Luccin (Marsiglia, 9 aprile 1979) è un allenatore di calcio ed ex calciatore francese, di ruolo centrocampista.

## Carriera
Inizia la carriera con il Cannes, prima di passare al Bordeaux, all'Olympique Marsiglia e al Paris Saint-Germain. Nel 2001 passa in Primera División con il Celta Vigo, prima di trasferirsi nel 2004 all'Atlético Madrid. Nelle ultime fasi della sessione estiva del calciomercato 2007 passa dall'Atlético Madrid al Real Saragozza per 2,8 milioni di euro. Nella stagione successiva passa in prestito annuale al Racing Santander, quindi a fine anno ritorna al Saragozza. Il 27 settembre 2011 firma per il Losanna, riprendendo così la competizione agonistica. A fine stagione rimane svincolato.
L'11 dicembre 2012 il centrocampista francese firma un contratto biennale con il Dallas. Milita nel club statunitense fino al 2014, anno in cui si ritira dal calcio.